# Arrondissement de Hasselt (Meuse-Inférieure)
Pour les articles homonymes, voir Arrondissement de Hasselt.
L'arrondissement d'Eeklo est une ancienne subdivision administrative française du département de le Meuse-Inférieure, créé le 17 février 1800 et supprimé le 11 avril 1814, après la chute de l'Empire.

## Composition
Il comprenait les cantons de Beringen, Hasselt, Herck-la-Ville, Looz, Peer et Saint-Trond. Il cessa d'exister en tant qu'arrondissement français le 11 avril 1814, à la chute de l'empire.